# Aloe constricta
Aloe constricta é uma espécie de liliopsida do gênero Aloe, pertencente à família Asphodelaceae.